# Pterolophia sparsepuncticollis
Pterolophia sparsepuncticollis är en skalbaggsart som beskrevs av Stefan von Breuning 1961. Pterolophia sparsepuncticollis ingår i släktet Pterolophia och familjen långhorningar. Inga underarter finns listade i Catalogue of Life.